# Lepidozia ulothrix
Lepidozia ulothrix là một loài rêu tản trong họ Lepidoziaceae. Loài này được (Schwägr.) Lindenb. miêu tả khoa học lần đầu tiên năm 1845.